# Jules Escarguel
Jules, Clément Escarguel, né le 29 janvier 1861 à Perpignan et mort le 30 août 1930 dans cette même ville, est un journaliste et patron de presse français ayant fait sa carrière à l'Indépendant des Pyrénées-Orientales. Il est le fils de Lazare Escarguel.